# گمینا دانبیه (استان لوبوسکی)
گمینا دانبیه (استان لوبوسکی) (به لهستانی:  Gmina Dąbie) یک گمینا در لهستان است که در شهرستان کروسنو اودژانگسکیه واقع شده‌است. گمینا دانبیه ۱۷۰٫۰۴ کیلومتر مربع مساحت و ۵٬۰۶۸ نفر جمعیت دارد.